# 许知远
许知远（1976年9月27日—），江苏连云港灌南县人，2000年毕业于北京大学微电子专业，曾任《经济观察报》主笔。现为《生活》杂志出版人、《亚洲周刊》与英国《金融时报》中文网专栏作家。他是北京独立人文书店“单向街书店”（后更名为单向空间）的创办人之一和博客站点“思维的乐趣”的主要博主。从2009年8月起到2010年8月，在英国剑桥大学交流学习一年。2016年起其主持的访谈纪录片《十三邀》上线。

## 经历
1976年许知远出生在江苏省连云港市灌南县六塘镇 ，一直在这里生活到7岁。
1983年，邓小平决定裁减的100万军队，父亲所在的铁道兵率先垂范，于是，许知远跟随父亲来到北京。
1995年，整天为自己能否考上大学而忧心忡忡的许知远进入北京大学，蔡元培时代早已是昔日的传奇，大学则变成流水线式的加工厂。于是，毕业时，许知远成为了一名事业有成的人，第一个月的工资相当于母亲一年的收入。
网络泡沫破灭，他又成了新闻记者，彼时，中国的出版物逐步获得发言，一些以市场为基础的媒体，正学习用《纽约时报》的口吻报道中国。身处1999年至2003年的许知远，被一种强烈的乐观情绪左右着。
2002年3月，许知远首次出国，目的地是美国。一个月里，他从东海岸转到西海岸，采访了20个人，似乎实现了他年少时从《流放者的归来》中所了解的那种文学流浪生涯。
2010年，胡舒立和《财经》成为中国传媒时代嬗变的缩影时，远在英国的许知远内心颇为唏嘘，他一口气写下洋洋万言的文字，细数中国媒体命运的雷同与宿命。

## 作品
- 《那些忧伤的年轻人》
- 《我要成为世界的一部分》
- 《转折年代》
- 《纳斯达克的一代》
- 《昨日与明日》
- 《思想的冒险》
- 《新闻业的怀乡病》
- 《这一代人的中国意识》
- 《中国纪事》
- 《醒来——110年的中国变革》
- 《鍍金中國：大國雄起的虛與實》（《醒来》香港版），天窗出版，2009年
- 《祖国的陌生人》
- 《一个游荡者的世界》
- 《未成熟的國家》
- 《伪装的盛世》
- 《極權的誘惑》
- 《抗争者》
- 《青年变革者：梁启超》，上海人民出版社，ISBN 9787208157835
- 《梁启超：亡命》